# Läuterung (Forstwirtschaft)
Die Läuterung (Dickungspflege) ist eine Maßnahme zur Bestandsregulierung in der Forstwirtschaft.

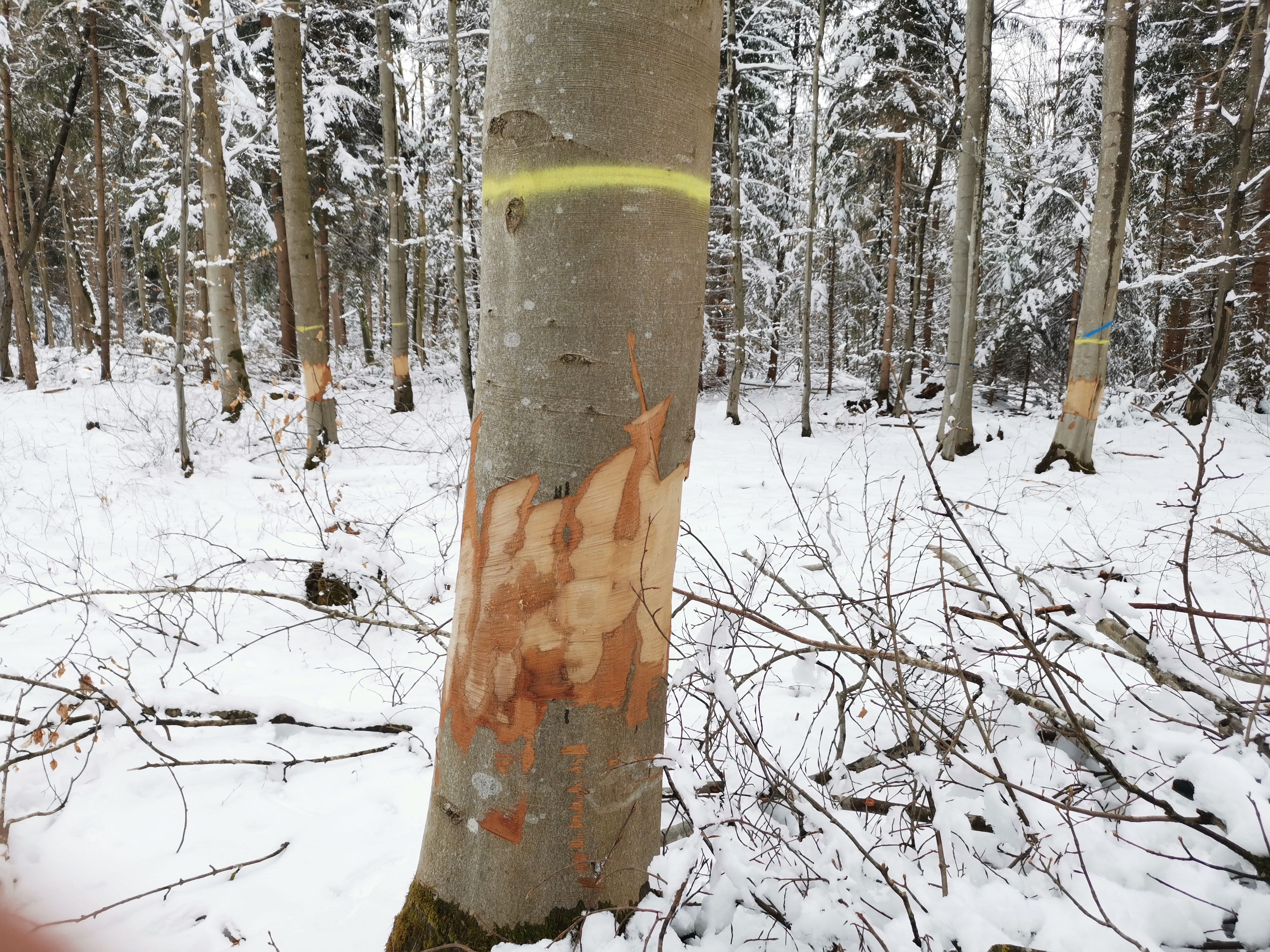
Ringelung junger Buchen im Landschaftsschutzgebiet Forstenrieder Park bei München.

Nachdem eine Forstkultur oder eine Naturverjüngung sich zu einer Dickung geschlossen hat, werden ausladende Vorwüchse, so genannte Protzen (Nadelbaum) oder Wölfe (Laubbaum), entfernt. Anders als bei späteren Durchforstungen, welche auf Förderung einzelner Individuen abzielen und somit positiv auslesen, ist die Läuterung eine reine Negativauslese. Dies ist darauf zurückzuführen, dass in diesem relativ jungen Alter potentielle Zukunftsbäume noch nicht auszumachen sind. Die Bäume können in ihrer sozialen Stellung und Morphologie noch stark „umsetzen“.
Bei einer Läuterung fällt kein verwertbares Holz an, die entnommenen Bäume verbleiben im Bestand. Teilweise lässt man sie auch stehend absterben, etwa nach Entfernen der Rinde (Ringelung).
Meist werden bei einer Läuterung auch schmale Gassen (Pflegepfade) angelegt, die der besseren Orientierung und Übersicht dienen, ein Teil kann dann später in das Feinerschließungsnetz für die Holzbringung übernommen werden.